# Szczytno (Landgemeinde)
Die Gmina Szczytno ist eine Landgemeinde im Powiat Szczycieński in der polnischen Woiwodschaft Ermland-Masuren. Sitz der Verwaltung ist die Kreisstadt Szczytno (deutsch Ortelsburg), die als eigenständige Stadtgemeinde der Landgemeinde jedoch nicht angehört.

## Geographie

### Geographische Lage
Die Landgemeinde liegt im masurischen Seengebiet, am Südostrand der Allensteiner Seenplatte 147 Meter über dem Meeresspiegel im ehemaligen Ostpreußen.
Im Gemeindegebiet befinden sich der Kanał Marksobski sowie zahlreiche Seen:
| - Jezioro Bobrek, Jezioro Fręckie, Jezioro Lemańskie (Großer Silvensee), Jezioro Marksoby (Marxöwer See, 1938 bis 1945 Markshöfer See), Młyński Staw ((Johannisthaler) Mühlenteich), Młyński Staw (Mühlenteich am Waldpusch), Jezioro Romanek (Rohmaner See, Rohmaneksee), Jezioro Sasek Wielki (Großer Schobensee), Jezioro Sawica (Sawitzsee, 1938 bis 1945 Heidsee), Jezioro Sędańskie (Seedanziger See), Jezioro Starokiejkuckie (Alt Keykuther See), Jezioro Szczycionek (Sczyczonnek-See, 1938 bis 1945 Waldsee), Jezioro Wałpusz (Waldpuschsee) und der Jezioro Zieloneckie (Zielonker-, ab 1912 Seelonker See, 1938 bis 1945 Ulrichsee). |

Der Fluss Wałpusza (Waldpusch) durchfließt das Gemeindegebiet in Nord-Süd-Richtung.
Während sich im Norden die bis zu 200 Meter hohen Damerauberge erheben, ist die übrige Landschaft eher eben und von Wäldern geprägt.

### Ausdehnung/Gemeindefläche

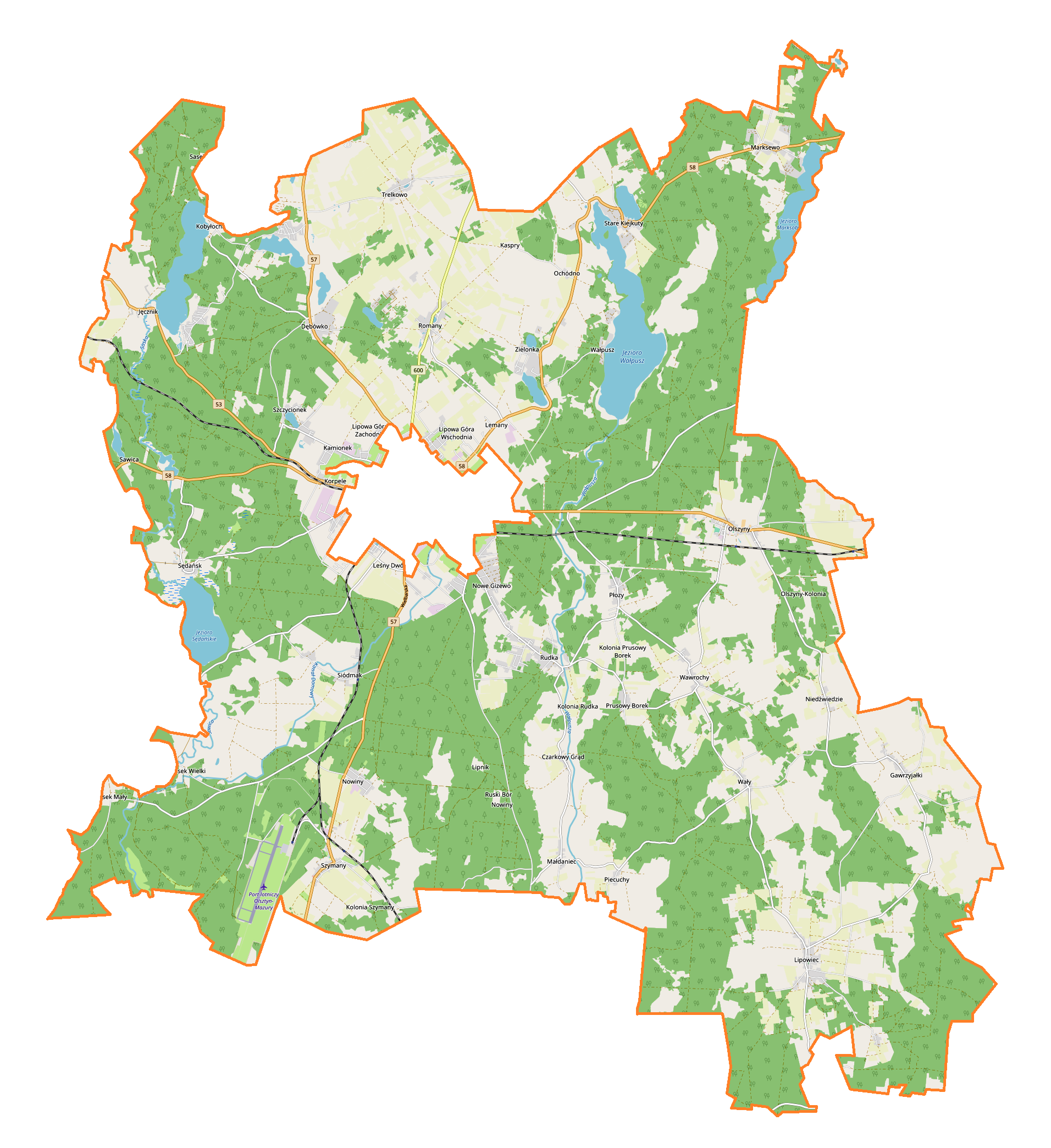
Das Gebiet der Landgemeinde Szczytno (Vergrößerung durch Anklicken)

Die Gmina Szczytno, die in ihrer Ausdehnung das gesamte Gebiet der Stadt Szczytno umschließt, hat eine Fläche von 346,2 km².
Sie macht 17,96 % der Fläche des gesamten Powiat Szczycieński aus und besteht zu 48 % aus Wald und zu 36 % aus landwirtschaftlicher Fläche.

### Gemeindegliederung
Die Einwohner der Gmina Szczytno sind in 32 Ortschaften mit Schulzenamt und 23 weiteren Ortschaften ansässig:
| polnischer Name         | deutscher Name (bis 1945)                |  | polnischer Name | deutscher Name (bis 1945)            |  | polnischer Name    | deutscher Name (bis 1945)                          |
| ----------------------- | ---------------------------------------- |  | --------------- | ------------------------------------ |  | ------------------ | -------------------------------------------------- |
| * Czarkowy Grąd         | Worfengrund                              |  | * Marksewo      | Marxöwen 1938–1945 Markshöfen        |  | Sawica             | Sawitzmühle 1938–1945 Heidmühle                    |
| Dąbrowa Nadjezierna     | Hinterdamerau                            |  | Młyńsko         |                                      |  | * Sędańsk          | Seedanzig                                          |
| * Dębówko               | Eichthal                                 |  | * Niedźwiedzie  | Bärenbruch                           |  | * Siódmak          | Schodmack 1938–1945 Wiesendorf                     |
| * Gawrzyjałki           | Gawrzialken 1928–1945 Wilhelmsthal       |  | Nowe Dłutówko   | Dlotowken                            |  | * Stare Kiejkuty   | Alt Keykuth                                        |
| Janowo                  | Johannisthal                             |  | * Nowe Gizewo   | (Neu) Gisöwen                        |  | * Szczycionek      | Sczyczonnek 1938–1945 Waldsee                      |
| * Jęcznik               | Davidshof                                |  | * Nowiny        | Neu Schiemanen                       |  | * Szymany          | Groß Schiemanen                                    |
| Kamionek                | Steinberg                                |  | Ochódno         | Achodden 1938–1945 Neuvölklingen     |  | Trelkówko          | Klein Schöndamerau                                 |
| Kaspry                  | Kaspersguth                              |  | * Olszyny       | Olschienen 1938–1945 Ebendorf        |  | * Trelkowo         | Groß Schöndamerau                                  |
| Kobyłocha               | Kobbelhals                               |  | Piece           | Ulonskofen 1938–1945 Schobendorf     |  | Ulążki             | Ulonsk 1938–1945 Kleinrehbruch                     |
| * Korpele               | Corpellen 1928–1945 Korpellen            |  | * Piecuchy      | Wessolygrund 1933–1945 Freudengrund  |  | Wałpusz            | Waldpusch                                          |
| Łęg Leśny               | Mittenwald                               |  | * Płozy         | Plohsen                              |  | * Wały             | Wallen                                             |
| * Lemany                | Lehmanen                                 |  | * Prusowy Borek | Prussowborrek 1932–1945 Preußenwalde |  | * Wawrochy         | Wawrochen 1938–1945 Deutschheide                   |
| * Leśny Dwór            | Grüneberge                               |  | Pużary          | Wilhelmsthal                         |  | Wikno              | Wickno 1938–1945 Wickenau                          |
| Lipnik                  | Lipnik 1938–1945 Jägerforst              |  | * Romany        | Rohmanen                             |  | Wólka Szczycieńska | Lentzienen                                         |
| * Lipowa Góra Wschodnia | Lindenberg Ost                           |  | * Rudka         | Hamerudau                            |  | Wyżega             | Wyseggo 1928–1945 Klein Wilhelmsthal               |
| * Lipowa Góra Zachodnia | Lindenberg West                          |  | Ruski Bór       | Reußwalde                            |  | * Zielonka         | Zielonken 1912–1938 Seelonken 1938–1945 Ulrichssee |
| * Lipowiec              | Lipowitz 1933–1945 Lindenort             |  | Sasek           | Schobensee                           |  | Żytkowizna         |                                                    |
| Lipowiec Mały           | Klein Lipowitz 1933–1945 Klein Lindenort |  | * Sasek Mały    | Paterschobensee                      |  |                    |                                                    |
| * Małdaniec             | Maldanietz 1938–1945 Maldanen            |  | * Sasek Wielki  | Materschobensee                      |  |                    |                                                    |

### Nachbargemeinden
Nachbargemeinden der Landgemeinde Szczytno sind: Dźwierzuty (Mensguth), Jedwabno (Gedwangen), Pasym (Passenheim), Rozogi (Friedrichshof), Świętajno (Schwentainen), Wielbark (Willenberg) und die Stadt Szczytno (Ortelsburg). Sie gehören alle zum Powiat Szczycieński.

## Einwohner
Die zuletzt am 31. Dezember 2020 registrierte Zahl der Einwohner in der Gmina Szczytno belief sich auf 13.232. Ihre Altersstruktur lässt sich am Beispiel des Jahres 2014 ablesen:

## Verkehr

### Straßen
Durch das Gemeindegebiet verlaufen drei Landesstraßen sowie eine Woiwodschaftsstraße:
- Die Landesstraße 53, die die Woiwodschaftshauptstadt Olsztyn (Allenstein) mit Ostrołęka in der Woiwodschaft Masowien verbindet,

- die Landesstraße 57 (einstige deutsche Reichsstraße 128), die die Woiwodschaft Ermland-Masuren in Nord-Süd-Richtung durchzieht und von Bartoszyce (Bartenstein) bis nach Maków Mazowiecki in der Woiwodschaft Masowien führt,

- die Landesstraße 58, die Olsztynek (Hohenstein) mit Szczuczyn, ebenfalls in Masowien gelegen, verbindet, und

- die Woiwodschaftsstraße 600 zwischen den Kreisstädten Mrągowo (Sensburg) und Szczytno (Ortelsburg).

Die übrigen Orte der Gmina Szczytno sind durch Nebenstraßen und Landwege gut vernetzt.

### Schiene
Durch das Gemeindegebiet verläuft die Bahnstrecke Olsztyn–Ełk (deutsch Allenstein–Lyck) in West-Ost-Richtung durch die Woiwodschaft Ermland-Masuren. Die Gemeinde ist mit der Bahnstation Olszyny (Olschienen, 1938 bis 1945 Ebendorf) an die Strecke angeschlossen.
Eine weitere Bahnstrecke ist die Linie Ostrołęka–Szczytno, die derzeit aber nur zwischen Chorzele und Szczytno befahren wird. An ihr liegen die Bahnstationen Siódmak (Schodmack, 1938 bis 1945 Wiesendorf) und Szymany (Groß Schiemanen). Von letzterer besteht eine Anbindung zum Flughafen Olsztyn-Mazury.
Bis 1992/2002 verlief auch die Bahnstrecke Czerwonka–Szczytno durch das Gemeindegebiet, das mit den Stationen Ochódno (Achodden, 1938 bis 1945 Neuvölklingen) und Stare Kiejkuty (Alt Keykuth) angeschlossen war. Die Linie wird nicht mehr befahren und ist teilweise bereits demontiert.

### Luft

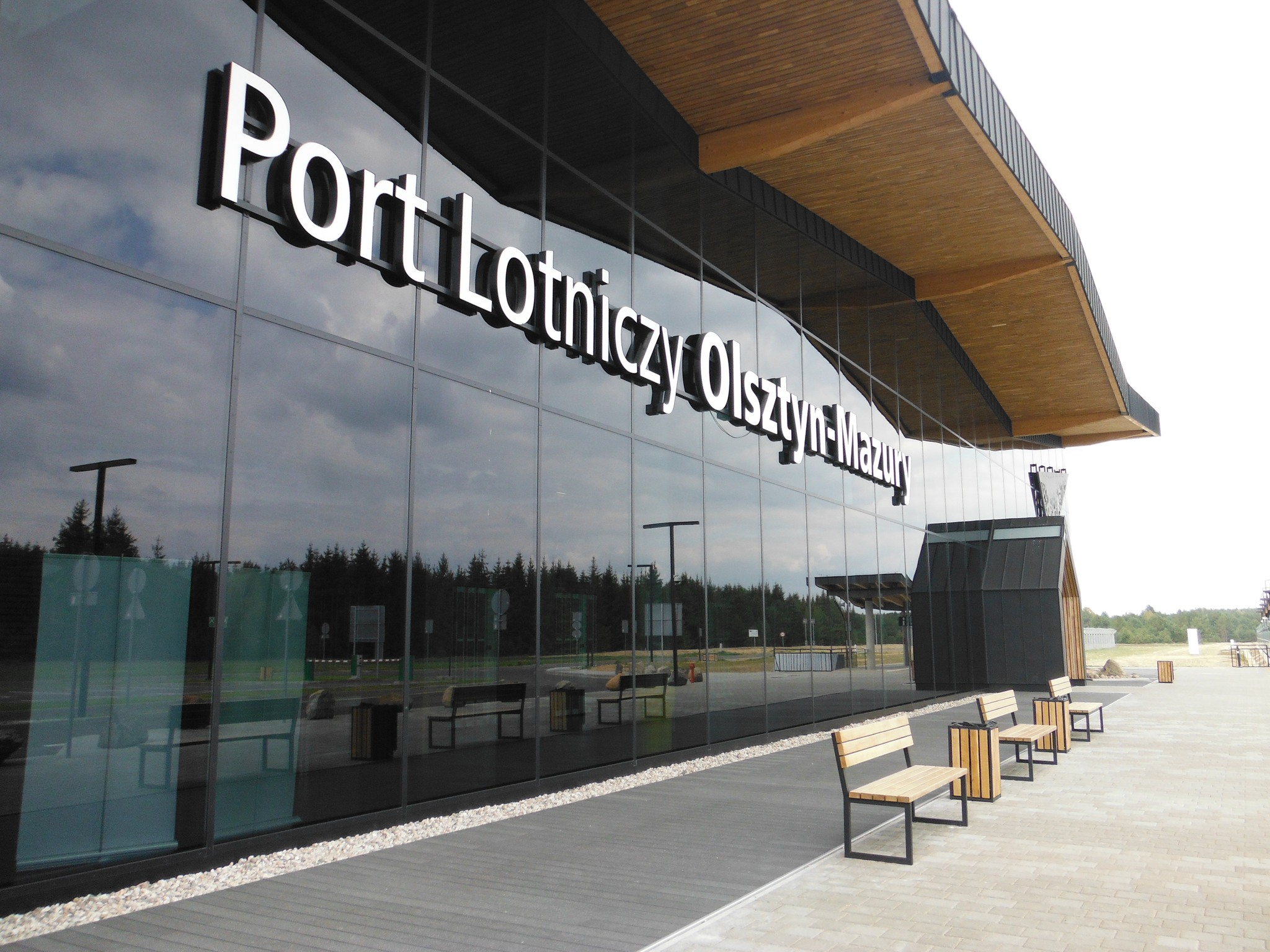
Terminal des Flughafens Olsztyn-Mazury

Im Gebiet der Gmina Szczytno befindet sich der am 21. Januar 2016 in Szymany (Groß Schiemanen) Flughafen Olsztyn-Mazury. Sein Bahnhof Szymany Lotnisko ist von der Woiwodschaftshauptstadt Olsztyn (Allenstein) auf der Bahnstrecke Olsztyn–Ełk mit direktem Anschluss über Szczytno in etwa einer Stunde zu erreichen. Von der Bahnstrecke Ostrołęka–Szczytno zweigt bei Szymany ein Direktgleis zum Flughafen ab.